# Víctor de la Serna
Víctor de la Serna y Espina (Valparaíso, 15 de enero de 1896-Madrid, 25 de noviembre de 1958) fue un escritor y periodista español. A lo largo de su carrera literaria dirigió varios periódicos y fue autor de diversos libros. Fue el representante más destacado en España de una literatura de viajes propagandística, caracterizada por su ensalzamiento del régimen franquista y de su modelo social y cultural. También destacaría como director del diario Informaciones, que bajo su dirección se convirtió en el periódico «más pro-Eje de todos los periódicos de Madrid».

## Biografía
Nació el 15 de enero de 1896, dos años después de su hermano Ramón, durante la estancia de sus padres —Ramón de la Serna y la escritora Concha Espina— en la ciudad chilena de Valparaíso. Su infancia transcurrió en España, en la localidad cántabra de Cabezón de la Sal.
Inspector de enseñanza primaria desde 1920, estuvo destinado en las provincias de Madrid, Toledo, Oviedo y Santander. Fundó y dirigió en Santander el diario vespertino La Región, cuyo primer número salió a la calle el 3 de abril de 1924. Llamado por el diario El Sol, se trasladó a Madrid en 1930. También fue redactor de Informaciones, a las órdenes de Juan Pujol.
En la capital formó parte de la tertulia literaria falangista La Ballena Alegre durante los años de la Segunda República, formando parte del grupo de poetas fascistas que rodeó a José Antonio Primo de Rivera. De la Serna fue un miembro importante de Falange en Santander y «militante de inconmovible fidelidad al nazismo». Tras el estallido de la Guerra Civil logró pasar a la zona sublevada, donde se puso al servicio de los golpistas. Llegó a colaborar con la revistas falangistas Jerarquía y Fotos, y también con la Oficina de Prensa y Propaganda de Salamanca.
El 1 de enero de 1937 en Salamanca participó en el entierro de Miguel de Unamuno trasladando el ataúd a hombros hasta el cementerio junto a otros falangistas como el tenor Miguel Fleta, y fue quien dio el grito ritual falangista de “¡Miguel de Unamuno, presente!”.Durante esta etapa fue un partidario incondicional del líder falangista Manuel Hedilla, del cual en 1937 publicó un artículo que lo definía como «uno de los hombres más importantes del mundo».Se le atribuye la invención del apelativo “el Ausente” para referirse a José Antonio durante la Guerra Civil.
Fue encarcelado a raíz de los incidentes que precedieron a la promulgación del Decreto de Unificación. Tiempo después sería puesto en libertad y se trasladó a San Sebastián, desde donde habría mandado un telegrama de adhesión al «generalísimo».
En 1939, con el final de la contienda, se trasladó a Madrid. En la capital dirigió el diario Informaciones, y allí trabajó también para la embajada de la Alemania nazi. Informaciones fue, bajo su dirección, el periódico «más pro-Eje de todos los periódicos de Madrid». El propio de la Serna efectuó viajes a Berlín en 1941 y en enero de 1943, además de una visita el Frente Oriental de la Segunda Guerra Mundial junto al conde de Mayalde. Ha sido colocado como uno de los informadores de la red GRILLE en torno a Walter Mosig, miembro del Partido Nazi enviado a España en 1936 como asesor policial.

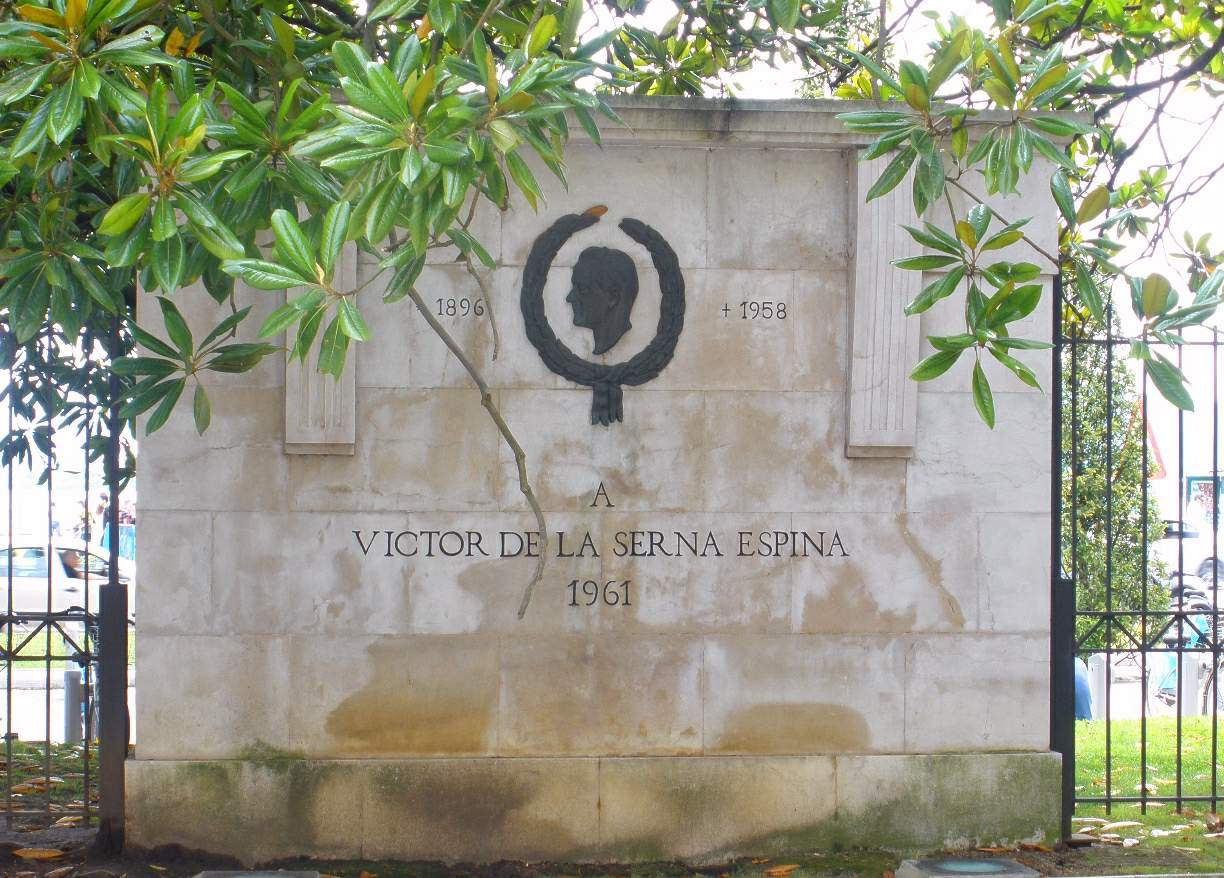
Monumento a Víctor de la Serna en los jardines de Pereda de Santander, 1960.

Tras el final de la Segunda Guerra Mundial abandonó la dirección de Informaciones, debido a su identificación excesivamente comprometedora con las posiciones del Eje y pasaría a asumir la dirección del periódico madrileño La Tarde.
Amigo personal del nazi argentino Carlos Fuldner, De la Serna lo protegió durante su estancia en España. Usando sus estrechos contactos con la Cruz Roja Española, posteriormente colaboraría con Fuldner y otros en la fuga de refugiados nazis hacia Sudamérica. También fue un gran amigo del líder nazi Otto Skorzeny, antiguo líder de comandos durante la guerra mundial. De la Serna llegaría a actuar como testigo de Skorzeny durante su boda en El Escorial, en 1954.
Muchos de sus artículos los escribió con seudónimo, por lo cual Alfredo Marquerie lo llamó «inventor de seudónimos».
Fue presidente de honor de la Asociación de la Prensa de Cantabria (1950-1951) y en 1960, en homenaje a él, se añadió un frontón al monumento a su madre Concha Espina en los jardines de Pereda (Santander) reconociéndole como uno de los más renombrados periodistas del siglo XX. Víctor de la Serna falleció en su domicilio de Madrid situado en el número 65 de la calle de Goya en la noche del 25 de noviembre de 1958 a causa de un infarto de miocardio; llevaba días enfermo.
La Asociación de la Prensa de Madrid —de la que llegó a ser presidente— creó en 1970 el Premio Víctor de la Serna de Periodismo al mejor periodista del año.

## Familia
Contrajo matrimonio con María Gutiérrez-Répide y Crebs.  Víctor de la Serna tuvo nueve hijos con su esposa María Gutiérrez-Répide y Crebs. Estos fueron: Víctor, Alfonso, José Luis, María Teresa, Jesús, Pilar, Manuel, Jaime y Marilis de la Serna y Gutiérrez Répide. Fue padre de los periodistas Víctor de la Serna Gutiérrez-Répide (1921-1983) y Jesús de la Serna Gutiérrez-Répide (1926-2013), así como abuelo de Víctor de la Serna Arenillas —también periodista—.

## Obras
Publicó un libro sobre arte:
- Los frescos de Vázquez Díaz en Santa María de la Rábida (1933).

También fue el autor de libros, algunos de ellos editados de manera póstuma, que recogían artículos suyos sobre viajes por España
- Doce viñetas. Santander (1929).
- Nuevo Viaje de España. La Ruta de los Foramontanos (1956). Premio Nacional de Literatura.
- Nuevo Viaje de España. La Vía del Calatraveño (1959).
- España, compañero (1964).

## Distinciones
- Gran Cruz de la Orden del Mérito Civil (1958)[25]